# Duodenostomia
La duodenostomia, al pari della gastrostomia, comporta un'apertura nel duodeno sulla superficie dell'addome, affinché vi si possa inserire una sonda necessaria all'alimentazione del soggetto. Viene generalmente effettuata quando vi è un'ostruzione (spesso dovuta ad un tumore) che non permette il passaggio del cibo attraverso il duodeno. Vista la sua invasività vengono preferite altre tecniche, come la digiunostomia oppure la nutrizione parenterale.